# Ракужа (річка)
Ракужа (рос. Ракужа — річка в Україні у Семенівському районі Чернігівської області. Ліва притока річки Снов (басейн Десни).

## Опис
Довжина річки приблизно 6,04 км, найкоротша відстань між витоком і гирлом — 5,08  км, коефіцієнт звивистості річки — 1,19 . Формується багатьма безіменними струмками та загатами.

## Розташування
Бере початок у селі Березовий Гай у заболоченій місцині. Тече переважно на північний захід через село Ракужа і впадає у річку Снов, праву притоку Десни .

## Цікаві факти
- Від витоку річки на східній стороні на відстані приблизно 8,72 км пролягає автошлях Р65 (автомобільний шлях регіонального значення на території України. Пов'язує два митних переходи української держави Миколаївку і Катеринівку).